# Unstable (série télévisée)
Unstable, ou Instable au Québec, est une série télévisée américaine en seize épisodes d'environ 25 minutes créée par Victor Fresco, John Owen Lowe et Rob Lowe, et mise en ligne entre le 30 mars 2023 et le 1er août 2024 sur la plateforme Netflix.

## Distribution

### Acteurs principaux
- Rob Lowe (VF : Bruno Choël) : Ellis Dragon, le PDG et fondateur d'une société de biotechnologie nommée Dragon
- John Owen Lowe (en) (VF : Arnaud Laurent) : Jackson Dragon, le fils d'Ellis
- Sian Clifford (VF : Élisa Bourreau) : Anna
- Aaron Branch (VF : Mike Fédée) : Malcolm
- Rachel Marsh (VF : Claire Baradat) : Luna
- Emma Ferreira (VF : Esthèle Dumand) : Ruby

### Acteurs récurrents
- Fred Armisen (VF : Thierry Wermuth) : Leslie
- Tom Allen (VF : Stanislas Forlani) : TJ
- JT Parr (VF : Juan Llorca) : Chaz
- Christina Chang (VF : Danièle Douet) : Jean
- Frank Gallegos (VF : Marc Saez) : Juan

 Source et légende : version française (VF) sur RS Doublage

## Production
Le 11 octobre 2024, la série est arrêtée.

### Fiche technique
Sauf indication contraire, les informations mentionnées dans cette section peuvent être confirmées par la base de données cinématographiques IMDb,  présente dans la section « Liens externes ».
- Titre original et français : Unstable
- Titre québécois : Instable
- Création : Victor Fresco (en), John Owen Lowe (en) et Rob Lowe
- Réalisation : Marc Buckland (en) (6 épisodes) et Jay Chandrasekhar (2 épisodes)
- Scénario : Hailey Chavez, Sean Clements, Bente Engelstoft, Victor Fresco, John Owen Lowe, Michael A. Ross, Sam Shankern et Michael Shipley
- Musique : Sven Faulconer et Mark Foster
- Direction artistique : Joey Sarno
- Décors : Stephen McCabe
- Costumes : Leslie Schilling
- Photographie : Clark Mathis
- Montage : Andrew Doerfer et Lawrence A. Maddox
- Casting : Anthony J. Kraus et Jill Anthony Thomas
- Production : Marc Buckland, Victor Fresco, Rob Lowe et John Owen Lowe
- Sociétés de production : Garfield Grove et LoweProfile
- Société de distribution : Netflix
- Pays de production :  États-Unis
- Langue originale : anglais
- Format : couleur — son Dolby Surround 7.1 - 16:9 HD
- Genre : comédie
- Nombre de saison : 2
- Nombre d'épisode : 16
- Durée : 22 à 31 minutes
- Date de première diffusion :
  - Monde : 30 mars 2023 sur Netflix

## Épisodes

### Première saison (2023)
1. Instable (Unstable)
2. Concentré et très sain d'esprit (Engaged, Focused and Ridiculously Sane)
3. Le Savant flou (The Wizard of Odd)
4. La Face obscure des Pères pèlerins (Pilgrims and Sex Parties)
5. Joyeux anniversaire (Beautiful Birthday Bastards)
6. La Ballade d'Eduardo (The Ballad of Eduardo)
7. La Mise en boîte en une leçon (Roasting For Beginners)
8. La Fureur du dragon (A Dragon's Fire)

### Deuxième saison (2024)
1. Évasion (Shanked)
2. Élixir de revanche (Winning Time)
3. Le Séminaire (Retreat)
4. Chasseur d'esprits (Mindhunter)
5. Motion capture (MOCAP Man)
6. Tueur de Dragon (Dragon Slayer)
7. Ron Tabasco
8. Ellis U